# Lasippa pata
Lasippa pata är en fjärilsart som beskrevs av Moore 1858. Lasippa pata ingår i släktet Lasippa och familjen praktfjärilar. Inga underarter finns listade i Catalogue of Life.